# Cheilodipterus macrodon
Cheilodipterus macrodon és una espècie de peix pertanyent a la família dels apogònids.

## Descripció
- Pot arribar a fer 25 cm de llargària màxima.
- 7 espines i 9 radis tous a l'aleta dorsal i 2 espines i 8 radis tous a l'anal.[3][4]

## Reproducció
Assoleix la maduresa sexual en arribar als 8 cm de longitud.

## Alimentació
Menja bàsicament peixets.

## Hàbitat
És un peix marí, associat als esculls i de clima tropical (30°N-24°S) que viu entre 0-40 m de fondària (normalment, fins als 30).

## Distribució geogràfica
Es troba des del mar Roig i l'Àfrica oriental fins a Pitcairn, les illes Ryukyu i l'illa de Lord Howe.

## Observacions
És inofensiu per als humans.